# Apolipoproteïna B
L'apolipoproteïna B, coneguda també amb el nom d'ApoB i codificada pel gen APOB, pertany al grup de les apolipoproteïnes, proteïnes involucrades en el transport de lípids al llarg del corrent sanguini, així com en la caracterització de les lipoproteïnes, de les quals en formen part.
Existeixen dos tipus de apolipoproteïnes B que es diferencien bàsicament entre elles per la seva llargada i el seu lloc de síntesi, la ApoB100 és sintetitzada al fetge mentre que la ApoB48 ho és al duodè.

## Estructura
L'ApoB-100 i l'ApoB-48 presenten diferències a nivell d'estructura primària, ja que la segona és un fragment de la primera.

### ApoB-100

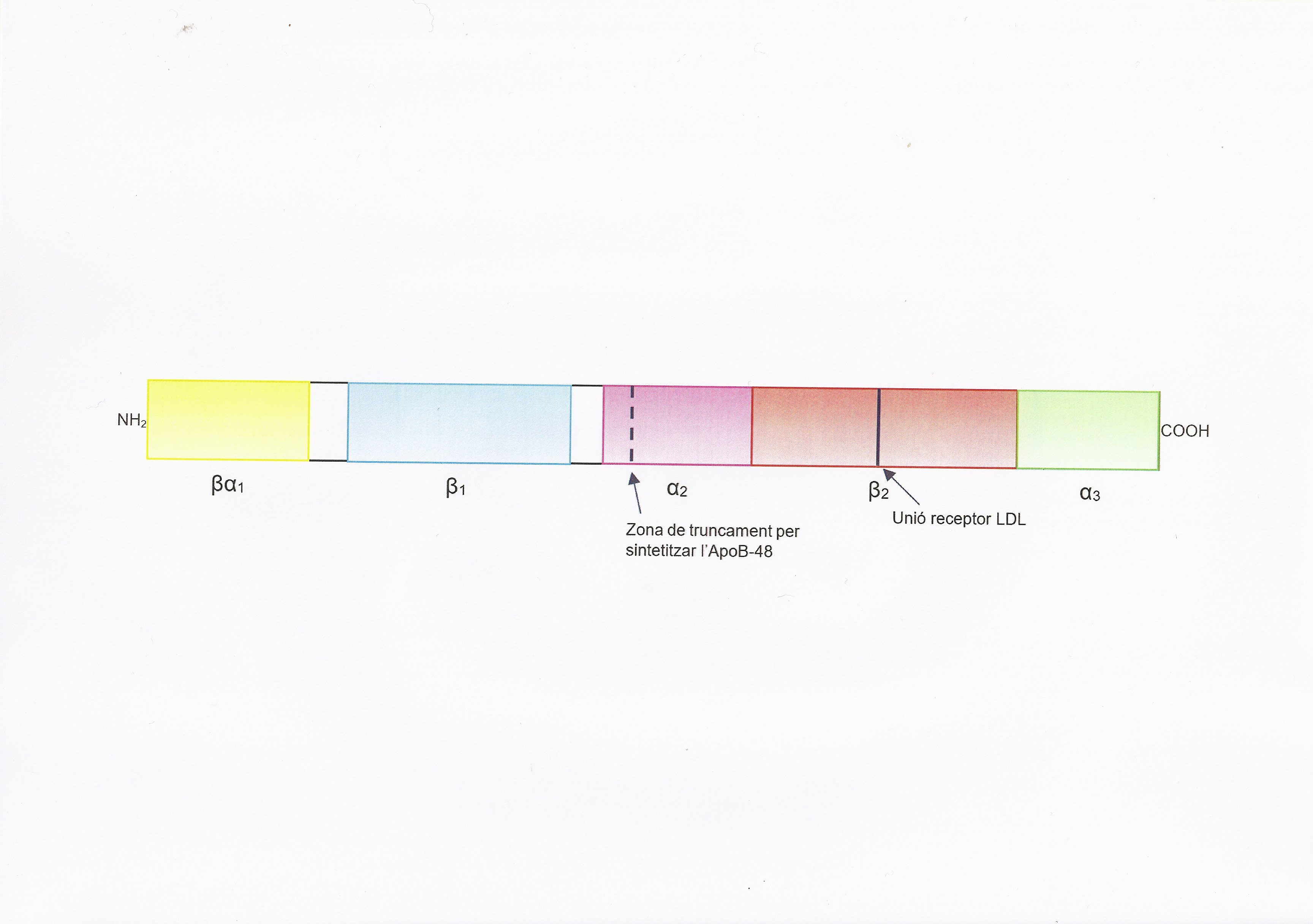
Estructura de l'ApoB-100 amb els seus dominis, la zona de truncament per sintetitzar l'ApoB-48 i la d'unió als receptors de les LDL.

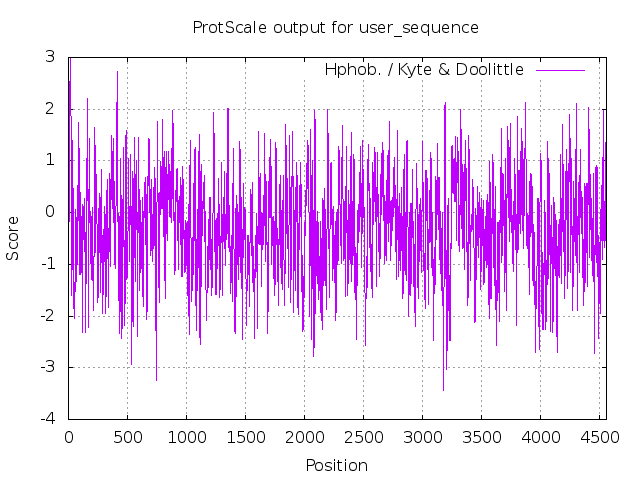
Escala Kyte-Doolittle ApoB-100

- Molècula de LDL amb una molècula d'ApoB-100 unida

L'ApoB-100 està formada per una cadena de 4563 aminoàcids i té un pes molecular de 550 kDa. En ella podem diferenciar-hi cinc dominis diferents, dos dominis en hèlix α, dos en làmina β i un domini βα1. Els dos dominis en hèlix α, anomenats α₂ i α₃ conformen regions d'alta flexibilitat que s'associen amb lípids de forma no permanent. Els dominis en làmina β, β1 i β₂, respectivament, s'encarreguen també de vincular-se amb molècules lipídiques, però en aquest cas de forma irreversible i només per les regions apolars. La cara soluble en aigua d'aquests dominis queda exposada a l'entorn. El domini βα1 consta d'un subdomini en forma de barril β i dos altres subdominis que junts s'encarreguen de captar fosfolípids del reticle endoplasmàtic per conformar les lipoproteïnes. De l'aminoàcid 3373 al 3393 conté la regió encarregada de la unió amb el receptor de les lipoproteïnes de baixa densitat (LDL). Un dels mètodes per tal de desxifrar aquests dominis és amb l'anàlisi de la hidrofobicitat dels aminoàcids que els formen mitjançant escales d'hidrofobicitat com l'escala Kyte-Doolittle que atorga valors d'hidrofobicitat a cada aminoàcid. A la regió que s'uneix amb el receptor de LDL, de l'aminòacid 3373 al 3393, la hidrofobicitat es baixa, ja que es troba en contacte amb altres molècules polars. D'altra banda, l'ApoB-100 presenta varietat a nivell d'hidrofobicitat i hidrofilicitat al tenir regions a l'interior de LDL i a l'exterior com es pot veure a l'animació.

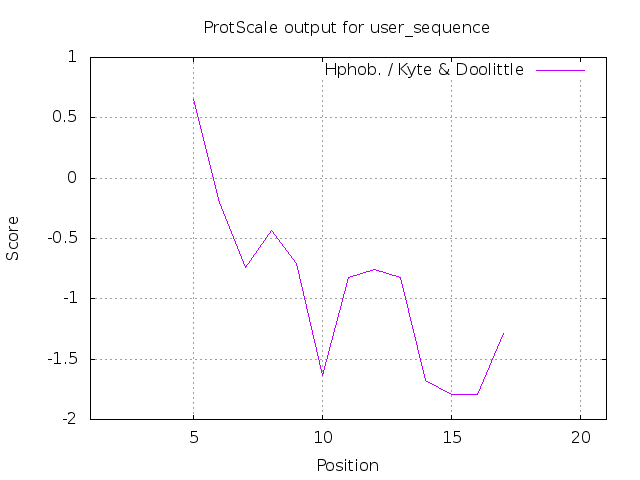
Escala Kyte-Doolittle aminoàcids 3373-3393 ApoB-100

### ApoB-48
L'ApoB-48 està formada per una cadena de 2179 aminoàcids i té un pes molecular de 250 kDa. Es tracta d'una proteïna truncada, ja que conté el 48% de la cadena de l'Apo-B, que correspon als dos primers dominis de l'ApoB-100 juntament amb una porció del tercer. L'hi manca el C-terminal i no pot unir-se a les LDL. Aquest truncament és una modificació post-transcripcional i el realitza l'enzim citidina desaminasa, que canvia una Citidina per una Uridina, fet que al seu torn comporta la modificació d'un codó CAA que codifica la glutamina a UAA, codó de parada que posa fi a la seqüència.

## Funció
Degut a les diferències que existeixen entre la ApoB-100 i la ApoB-48 la seva principal funció serà diferent.

### ApoB-100
La apolipoproteïna B-100 és un dels principals constituents de les lipoproteïnes de densitat intermèdia (IDL), de baixa densitat (LDL) i també de les de molt baixa densitat (VLDL), d'aquesta forma participa en el transport del colesterol al llarg de l'organisme.

Quan ingerim lípids, els quilomicrons els transporten des del tub digestiu fins al fetge. Allà els lípids s'empaqueten i són combinats amb l'apolipoproteïna B-100. Aquesta combinació dona lloc a unes lipoproteïnes de molt baixa densitat, les VLDL, riques en triacilglicèrids i que contenen cada una molècula d'ApoB-100. Els triacilglicèrids són eliminats per l'enzim lipoproteïna lipasa. A mesura que es van perdent triacilglicèrids i la molècula es va reduint, s'obtenen lipoproteïnes de densitat intermèdia (IDL) i posteriorment lipoproteïnes de baixa densitat, colesterol LDL popularment conegut com a “colesterol dolent” (ja que aquest és causant de malalties cardiovasculars).

La imatge mostra l'estructura d'un quilomicró; hi podem veure diferents tipus d'apolipoproteïnes juntament amb fosfolípids (amb el cap verd i la cua groga) que engloben colesterol (C) i triacilglicèrids (T).

Cada partícula de LDL continua tenint una molècula d'ApoB-100, per aquest motiu sovint es mesuren els nivells d'ApoB-100 en sang per determinar la quantitat de colesterol, ja que són un reflex dels nivells de LDL.
A més l'ApoB-100 té una funció molt important en l'entrada del colesterol a les cèl·lules, ja que és reconeguda pels receptors de LDL de les membranes cel·lulars i s'hi uneix actuant com a lligand. D'aquest forma el colesterol entra a la cèl·lula. Un cop dins, la ApoB-100 es degrada als lisosomes i una lipasa dona el colesterol a les cèl·lules.

### ApoB-48
La apolipoproteïna B-48 forma part dels quilomicrons, que són lipoproteïnes esfèriques sintetitzades a les cèl·lules epitel·lials de l'intestí. La funció principal d'aquesta és, juntament amb l'ApoE, actuar com a marcador dels quilomicrons que es troben al fetge perquè siguin reconeguts i posteriorment, mitjançant la endocitosi, siguin eliminats.

## Gen APOB i malalties associades a mutacions del gen
El gen de l'apolipoproteïna B, de 43 kb, disposa de 28 introns i 29 exons i conté la informació per la traducció de les dues versions de la proteïna; la versió curta, ApoB48 i la versió llarga, ApoB100.
La localització del gen correspon al locus 2p24.1 del braç curt del cromosoma dos.
Les conseqüències associades a la modificació estructural del gen APOB causen trastorns coneguts.

Localització del gen APOB al cromosoma dos, englobat amb un cercle vermell a la imatge.

### Hipobetalipoproteinemia
La hipobetalipoproteinemia és una anomalia poc freqüent relacionada amb baixos nivells de colesterol i d'apolipoproteïnes, causant de la mala absorció i el mal transport dels lípids i vitamines liposolubles pel cos. Afecta els pacients homozigots respecte el gen amb el trastorn.
Normalment és deguda a la síntesi d'una de les dues isoformes de la proteïna (ApoB) massa curtes. El grau de disfunció ve determinat precisament per la llargada de la molècula (com més curta pitjor) i per l'abast de l'afectació; en cas que perjudiqui les dues isoformes és més greu.

### Hipercolesterolèmia
La hipercolesterolèmia és una afecció caracteritzada pels alts nivells de colesterol en sang que causa malalties, en gran part cardiovasculars. Pot aparèixer a partir d'una mutació al gen APOB, tot i que aquest no té un paper clau en la manifestació de l'hipercolesterolèmia (la mutació del gen correspon a menys del cinc per cent de causes que provoquen l'afecció).
L'alteració és deguda a l'alta concentració de les molècules que transporten els lípids per la sang, entre elles, les apolipoproteïnes B. El tipus de molècula transportadora determina la malaltia.
La mutació causa que l'apolipoproteïna malmesa no es pugui unir als receptors de membrana i, en conseqüència, aquesta es queda a la sang, la qual cosa fa augmentar el nivell de colesterol en sang. L'excés d'aquest colesterol provoca la seva dipositació en llocs anormals, com ara en les artèries que subministren sang al cor, augmentant així el risc d'atac de cor.
Pel fet d'aquesta dipositació de colesterol excessiva, diversos estudis han demostrat que la concentració d'apolipoproteïna B plasmàtica és un bon paràmetre per detectar arterioesclerosi. Aquesta malaltia crònica consisteix en l'enduriment natural de les parets de les artèries tot i que es pot accelerar per l'abús d'ingesta d'àcids grassos o colesterol. Tot això ens permet veure l'apolipoproteïna com una diana terapèutica.
Per reduir l'excés d'Apo-B i de colesterol en sang s'ha de practicar exercici i seguir una dieta equilibrada.